# Unione Sportiva Ancona 1905
La Unione Sportiva Ancona 1905, coneguda fins al 2010 com a Associazione Calcio Ancona, és un equip italià de futbol de la ciutat d'Ancona.

## Història

### AC Ancona
El març de 1905 nasqué l'Unione Sportiva Anconitana. L'any 1927 es fusionà amb el S.E.F. Stamura naixent la Società Sport Ancona. Dos anys més tard adoptà el nom S.S. Anconitana. Una nova fusió el 12 de juliol de 1932 amb el S.S. Emilio Bianchi donà vida a l'U.S. Anconitana-Bianchi.
Finalitzada la II Guerra Mundial es va desfer la unió amb l'Emilio Bianchi i el club recuperà el nom U.S. Anconitana. El juliol de 1982 adoptà el nom Ancona Calcio.
El 2004 pateix una fallida econòmica i el club es refunda com a Associazione Calcio Ancona.

### US Ancona 1905
Una nova fallida el 2010 portà a la desaparició i a una nova refundació a partir del club S.S. Piano San Lazzaro (entitat fundada el 1948) sota la denominació Unione Sportiva Ancona 1905.

## Palmarès
- Serie C: 5
  - 1936-1937, 1941-1942, 1949-1950, 1981-1982, 1987-1988
- Coppa Italia Centrale: 1
  - 1938-39